# سیمون سیمری
سیمون سیمری (انگلیسی: Simone Simeri؛ زادهٔ ۱۲ آوریل ۱۹۹۳) بازیکن فوتبال است.
از باشگاه‌هایی که در آن بازی کرده‌است می‌توان به باشگاه فوتبال نووارا و باشگاه فوتبال ناپولی اشاره کرد.